# Skylanders:Trap Team
Skylanders: Trap Team är det fjärde spelet i Skylanders-serien. Det finns arton banor som ingår i spelet. Det finns även expansionsäventyr och äventyrspack som låser upp 4 extra banor. Expansionsäventyren och äventyrspacken köps i form av fysiska samlarobjekt precis som skylandersfigurerna. Konsoler Xbox 360, Playstation 3/4 samt andra.

## Handling
Handlingen är att Kaos sprängt Cloudcrackerfängelset och släppt lös domedagsligan. Du behöver fällor i traptanium för att fånga dem igen (inklusive Kaos). Det finns tio element istället för åtta med tilläggen ljus och mörker.

## Karaktärer
- ❌ Core Skylanders, jättar, och swap force kan inte öppna elementportar längre.

Skylanders Trap Team karaktärer är märkta med färgen röd på undersidan av samlarobjektet. Skylanders-exempel på bilden: Wildfire

- Skylanders Trap Team karaktärer är märkta med färgen röd på undersidan av samlarobjektet. Skylanders-exempel på bilden: Wildfire✅ Trap Masters är de enda som kan öppna elementportar.

## Startpaket

Traptaniumfällor, minst 1 traptaniumfälla per element (exklusive kaosfälla)

I det vanliga startpaketet för Skylanders Trap Team får spelaren med två Skylanders som heter Snap Shot och Food fight. Man får även med traptaniumfällorna Vattenfälla och Livfälla. Spelaren får också med en poster så man kan se allting man kan samla på och man får med en portal of power och spelet. I startpaketet Dark edition får man med Dark Edition Snap Shot, Dark Edition Food Fight, Dark Edition Wildfire, traptaniumfällorna Vattenfälla, Livfälla och ultimat Kaosfälla. Man får också med en poster så man kan se allting det går att samla på och även en portal of power och spelet.

## Spelutvecklare

Traptaniumfälla, (Kaosfälla)

Spelet skapades av Toys For Bob och publicerades av Activision. Nästan all musik som förekommer i spelupplevelsen är komponerad av Filmkompositören Lorne Balfe.

## Liknande koncept som Skylanders
- Amiibo – spelfigurer/samlarfigurer från Nintendo som kan användas i diverse Nintendo-spel
- Disney Infinity – spel som använder liknande koncept, fast med disney´s karaktärer[3]